# پانچکس سبز
پانچکس سبز (Aplocheilus blockii)، گونه ای ماهی بومی آب‌های اطراف هند، سریلانکا و پاکستان است.

## شرح
پانچکس سبز ۶ سانتی‌متر طول دارد. اغلب در زیستگاه‌های ساحلی که دارای آب شور یا آب شیرین هستند، زندگی می‌کند. از لارو، حشرات و بچه ماهی تغذیه می‌کند.

## نام
این گونه در سال ۱۹۱۱ توسط آکواریومیست آلمانی Johann Paul Arnold توصیف شده‌است. نام خاص این گونه به افتخار کاپیتان بلاکی که مسئول واردات این ماهی به آلمان بود گداشته شده‌است.